# Brochon
Brochon ist eine französische Gemeinde und ein Weinort in der Region Bourgogne-Franche-Comté, im Département Côte-d’Or. Die südlich von Dijon liegende Gemeinde hat 662 Einwohner (Stand 1. Januar 2022), liegt auf einer Höhe zwischen 262 und 546 m über dem Meer. Sie verfügt über eine Fläche von 746 Hektar, grenzt im Süden an Gevrey-Chambertin und im Norden an Fixin.

## Bevölkerungsentwicklung
| Jahr                       | 1962 | 1968 | 1975 | 1982 | 1990 | 1999 | 2007 | 2016 |
| Einwohner                  | 442  | 550  | 633  | 609  | 591  | 691  | 651  | 664  |
| Quellen: Cassini und INSEE |      |      |      |      |      |      |      |      |

## Weinbaugebiet Brochon
Eine eigene Appellation hat Brochon nicht, obwohl die Lage durchaus mit Gevrey-Chambertin vergleichbar ist. Die südlichen Lagen dürfen sich deshalb auch Gevrey-Chambertin nennen, während die übrigen Lagen unter der Appellation Côte de Nuits-Villages vermarktet werden. Ausnahme in den nördlichen Lagen bildet eine kleine Parzelle der Premier-Cru-Lage Clos de la Perrière, die sich größtenteils auf dem Boden der Gemeinde Fixin befindet. Weine aus dieser Parzelle werden unter der AOC Fixin vermarktet. Kultiviert wird Pinot noir, der zu klassischen Weinen ausgebaut wird.

## Sehenswürdigkeiten
- Das Schloss Brochon (auch Château Stéphen Liégeard genannt), 1895 bis 1898 im Stil der Neo-Renaissance erbaut, dient seit 1962 als lycée de l’éducation nationale (Gymnasium der nationalen Erziehung) und stellt das Hauptgebäude des Lycée „Stephen Liégeard“[1] dar. Die ganze Schlossanlage wurde früher durch eine Windpumpe, die Éolienne, mit Wasser versorgt.

## Gemeindepartnerschaft
- Weinolsheim im Landkreis Mainz-Bingen in Rheinland-Pfalz (Deutschland)